# ロジャー・ノリントン

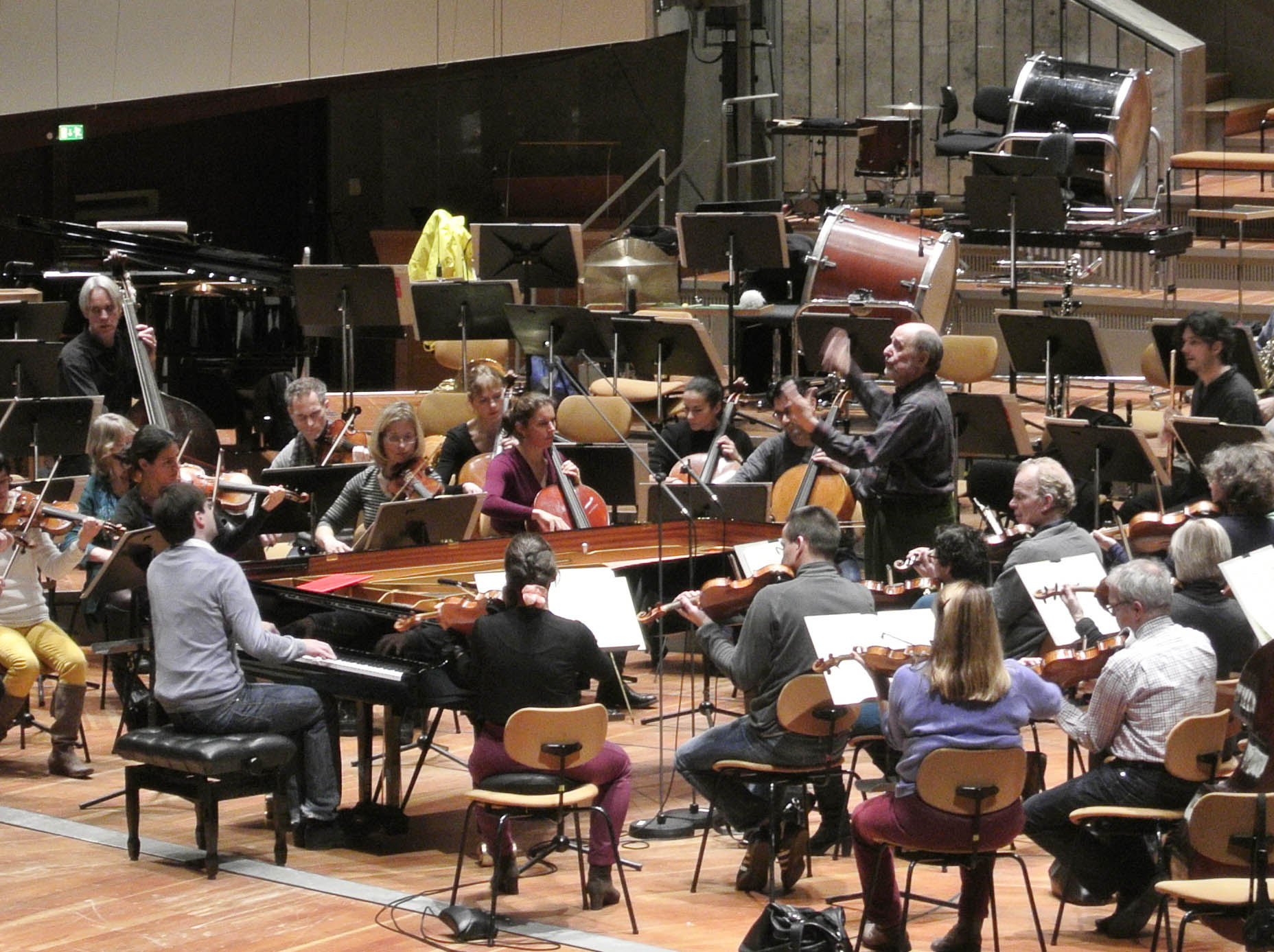
リハーサルで指揮台に立つノリントン

サー・ロジャー・アーサー・カーヴァー・ノリントン（Sir Roger Arthur Carver Norrington CBE, 1934年3月16日 - 2025年7月18日）は、イギリスの指揮者。時代楽器や時代様式を用いたバロック、古典派、ロマン派音楽の演奏で名を知られる。

## 人物・来歴
ノリントンは、ケンブリッジ大学クレア・カレッジで、そしてエイドリアン・ボールトらのもと王立音楽大学で学んだ。ノリントンは1960年代テノール歌手として働き、1962年にシュッツ合唱団（後にロンドン・シュッツ合唱団）を設立した。1969年から1984年にかけてケント・オペラの音楽監督だった。1978年にロンドン・クラシカル・プレイヤーズ（LCP）を設立し、シュトゥットガルト放送交響楽団の首席指揮者になる1997年までLCPの指揮者をつとめた。その他多くの指揮者のポストに就いている。
ベートーヴェンの交響曲のメトロノーム指定に忠実に従うなど、ノリントンの速いテンポとノン・ヴィブラート奏法の使用、そしてそこから生まれるピュア・トーンは賞賛と批判の両方をもたらした。
2025年7月18日死去。91歳没。

## 栄誉栄典
ノリントンは、1980年に大英帝国勲章、1990年に同コマンダー章、1997年にナイト・バチェラーに叙されている。
2021年11月、ロイヤル・ノーザン・シンフォニアとの演奏を最後に指揮活動から引退した。